# Malou Ejdesgaard
Malou Ejdesgaard (* 13. März 1991 in Kopenhagen) ist eine ehemalige dänische Tennisspielerin.

## Karriere
Ejdesgaard, die im Alter von sieben Jahren mit dem Tennissport begann, nahm ab 2010 an der Seite von Caroline Wozniacki an mehreren WTA-Turnieren teil. Dabei musste die Paarung allerdings jeweils Erst- oder Zweitrundenniederlagen hinnehmen.
In ihrer Karriere gewann Ejdesgaard sieben Doppeltitel bei ITF-Turnieren.
Von Februar 2010 bis Februar 2014 war sie Mitglied des dänischen Fed-Cup-Teams; ihre Bilanz: drei Siege, acht Niederlagen.
Im Juli 2014 bestritt sie ihr letztes Match auf der Damentour.

## Turniersiege

### Doppel
| Nr. | Datum              | Turnier    | Kategorie   | Belag             | Partnerin              | Finalgegnerinnen                      | Ergebnis         |
| --- | ------------------ | ---------- | ----------- | ----------------- | ---------------------- | ------------------------------------- | ---------------- |
| 1.  | 17. Januar 2010    | Le Gosier  | ITF $10.000 | Hartplatz         | Alizé Lim              | Kayla Rizzolo Katie Ruckert           | 6:1, 5:7, [10:3] |
| 2.  | 20. März 2010      | Bath       | ITF $10.000 | Hartplatz (Halle) | Katarzyna Piter        | Jade Curtis Anna Fitzpatrick          | 6:3, 6:2         |
| 3.  | 25. Juni 2010      | Gausdal    | ITF $10.000 | Hartplatz         | Zuzana Linhová         | Karina Isayan Anastassija Mukhametowa | 6:2, 6:3         |
| 4.  | 3. September 2010  | Istanbul   | ITF $10.000 | Hartplatz         | Xenija Palkina         | Gally De Wael Janina Toljan           | 6:4, 6:4         |
| 5.  | 25. Juni 2011      | Alcobaça   | ITF $10.000 | Hartplatz         | Alenka Hubacek         | Mariana Correa Danielle Mills         | 6:2, 7:5         |
| 6.  | 9. Juli 2011       | Valladolid | ITF $10.000 | Hartplatz         | Victoria Larrière      | Vanesa Furlanetto Aranza Salut        | 6:0, 6:3         |
| 7.  | 27. September 2012 | Madrid     | ITF $10.000 | Sand              | Aleksandrina Najdenowa | Tatiana Búa Yvonne Cavalle-Reimers    | 5:7, 6:3, [10:3] |